# JobTiger
JobTiger.bg е първият кариерен сайт в България, създаден през 2000 г. След повече от 20 години опит и международно ноу-хау, JobTiger има над 26 000 клиента и контакт с повече от 325 000 кандидати за работа.
През годините развиват дейността си в посока изграждане на утвърдена HR агенция с иновативен и икономически ефективен подход. Освен пълен набор от услуги по подбор на персонал, екипът  е и най-големият организатор на събития в страната, сред които най-мащабния кариерен форум в България – „Национални дни на кариерата“ и първия изцяло онлайн форум „Виртуални дни на кариерата“. Специалистите в JobTiger провеждат и редица кариерни обучения, а през последните години компаннията предлага пълен набор от Employer Branding активности на своите клиенти.
Сред успешните проекти на JobTiger са и онлайн кариерния портал – JobTiger.tv, създаден през 2012 г., където всеки може да научи полезни съвети за своето кариерно развитие и пазара на труда. Фирмата създава и Audit Advice Associates (AAA) – компания, специализирана в HR одит.

## Мрежа
На третото издание на годишните български награди БГ Сайт 2001 JobTiger.bg е официално признат от публиката за „Най-добра Интернет страница за он-лайн услуги“ за 2001 г., а от международно жури – за „Най-успешен дебют на годината“.
JobTiger.bg е с номинация за наградата на BestPractice-IT за най-креативно ИТ решение за 2005 година, измежду 300 компании, кандидатствали за ежегодната награда.
В четвъртото издание на конкурса Бранд Мениджър на годината през 2006 г. JobTiger побеждава в категорията „Налагане на e-brand“.

## Видове Кариерни събития
Национални Дни на Кариерата – Традиционно се провеждат на живо в 7 града (София, Пловдив, Варна, Габрово, Русе, Свищов, Велико Търново). 
Дни на Кариерата – ИТ, Комуникация и Аутсорсинг – Традиционно се провеждат есента в 4 града (София, Варна, Пловдив, Габрово). 
Дни на Кариерата в УНСС – Събитието се провежда съвместно с УНСС. 

## Награди
JobTiger е носител на множество награди, свързани със сектора на Човешките Ресурси. Една от най-значимите награди в портфолиото им e наградата за най-добър работодател в сребърна категория за 2020 година, връчена от Investors in People.

## Институции
За целенасочените си усилия за модернизиране на пазара на труда и популяризиране на студентските стажове сред работодателите JobTiger.bg е удостоен с грамоти от:
- Министерство на икономиката;
- Министерство на труда и социалната политика;
- Министерство на транспорта и съобщенията;
- Министерство на държавната администрация и административната реформа.

Българската асоциация за управление и развитие на човешките ресурси (БАУРЧР) награждава управителя на JobTiger Светлозар Петров за партньорство и оказана подкрепа през 2005 г.
JobTiger е отличен за социално отговорен бизнес в категорията „Инвеститор в човешкия капитал“ на годишните награди на Българския форум на бизнес лидерите (BBLF) през 2005 г. и 2006 г., съответно за организацията на ежегодния Национален форум за студентски стаж и кариера и развитието и популяризирането на университетските кариерни центрове сред студентите, академичната общност, бизнес обществото и държавната администрация.

## Клуб на корпоративните дарители
JobTiger, заедно с Български донорски форум, GloBul, Обединена Българска Банка, OMV и Първа Инвестиционна Банка с подкрепата на Британско Посолство, София е съучредител на първия в България Клуб на корпоративните дарители. Клубът на корпоративните дарители си поставя за цел развитието и популяризирането на стратегическото бизнес дарителство в България.
JobTiger печели наградите за най-голям корпоративен дарител на време и услуги, връчвана от Българския дарителски форум през 2006 г. и 2007 г., която е поредното престижно признание за работата и усилията, вложени в създаване на кариерни центрове в българските висши училища.

## Кариерни центрове
Участието в изпълнението на проект „Пазар на труда“ през 2005 г. носи на JobTiger награда от Американската агенция за международно развитие USAID за изключителни заслуги в изграждането и развитието на университетски кариерни центрове.
Изданието на приза Национални годишни награди „Човешки ресурси 2006“, организирани от фондация „Човешките ресурси в България и Евроинтеграцията“ и списание „Човешки ресурси“, отличава JobTiger във връзка със създаването и подпомагането на кариерни центрове във висшите училища в България. Управителят на компанията Светлозар Петров е награден с приза „Мениджър на професионален уеб-сайт за подбор на персонал“.